# Frederick Curzon, 7. Earl Howe

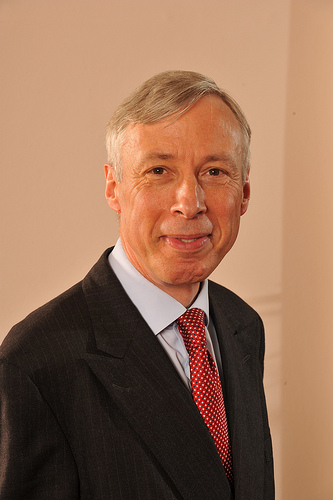
Frederick Curzon, 7. Earl Howe

Frederick Richard Penn Curzon, 7. Earl Howe GBE PC (* 29. Januar 1951) ist ein britischer Politiker (Conservative Party), Mitglied des House of Lords und parlamentarischer Unterstaatssekretär im britischen Gesundheitsministerium. 

## Leben
Curzon ist der einzige Sohn des Royal-Navy-Offiziers und Filmschauspielers George Curzon (1898–1976) aus dessen zweiter Ehe mit Jane Victoria Fergusson († 1997). Sein Vater war ein Enkel des Richard Curzon-Howe, 3. Earl Howe (1822–1900).
Howe besuchte die King’s Mead School in Seaford, die Rugby School und studierte am Christ Church College der Universität Oxford, wo er einen altsprachlichen Abschluss („Literae Humaniores“) machte. 1973 beendete er sein Studium und arbeitete in verschiedenen Management-Funktionen in der Barclays Bank in verschiedenen Ländern. Daneben ist er Eigentümer des familieneigenen landwirtschaftlichen Betriebs (Seagraves Farm Co Ltd) und eines Anwesens Penn House bei Amersham im Süden von Buckinghamshire.
Als 1984 sein Cousin zweiten Grades Edward Curzon, 6. Earl Howe (1908–1984) ohne männliche Nachkommen starb, erbte Curzon dessen Peerstitel als 7. Earl Howe, 8. Viscount Curzon, 9. Baron Howe und 8. Baron Curzon, sowie den damit verbundenen Sitz im House of Lords. Er beendete daraufhin seine Tätigkeit in der Bank, um sich vollständig der Politik widmen zu können. 1991 wurde er Lord-in-Waiting (eine Art Parlamentarischer Geschäftsführer), verantwortlich für die Politikbereiche Transportpolitik, Beschäftigungspolitik, Verteidigungspolitik und Umweltpolitik. Nach den Britischen Unterhauswahlen 1992 wurde er Staatssekretär im Ministerium für Landwirtschaft, Fischerei und Lebensmittel und 1995 parlamentarischer Unterstaatssekretär im Verteidigungsministerium. Nachdem die Tories die Britischen Unterhauswahlen 1997 verloren hatten, schied Lord Howe als Staatssekretär aus und war 1997 bis 2010 im Oberhaus Sprecher der konservativen Opposition für Gesundheitspolitik.
Mit Inkrafttreten des House of Lords Act 1999 verlor er seinen erblichen Sitz im House of Lords. Er wurde jedoch gewählt als einer der 92 gewählten erblichen Peers, die nach der Reform im House verblieben.
Die Britischen Unterhauswahlen 2010 führten zu einer Koalitionsregierung unter Führung der Tories. Howe wurde parlamentarischer Unterstaatssekretär im Department of Health (Gesundheitsministerium).
2021 wurde Curzon als Knight Grand Cross des Order of the British Empire (GBE) ausgezeichnet.

## Ehe und Nachkommen
Am 26. März 1983 heiratete er Elizabeth Helen Stuart (* 1955). Aus der Ehe sind vier Kinder hervorgegangen:
- Lady Anna Elizabeth Curzon (* 1987);
- Lady Flora Grace Curzon;
- Lady Lucinda Rose Curzon;
- Thomas Edward Penn Curzon, Viscount Curzon (* 1994), sein Heir apparent.